# Roskildefjorden
Roskildefjorden är en djup havsvik i Danmark, som flyter in i Själland och mynnar i norra delen av Isefjorden vid Hundested. Längst in i viken ligger staden Roskilde. I Roskildefjorden har en rad fynd från vikingatiden hittats. Ön Elleore utropades till ett självständigt kungarike den 27 augusti 1944 och räknas fortfarande som en mikronation.
Vid Roskildefjorden ligger bland andra orterna Jægerspris, Jyllinge, Frederikssund, Skibby, Kirke Hyllinge och Frederiksværk.